# اچ‌ام‌اس رویالیست (۸۹)
اچ‌ام‌اس رویالیست (۸۹) (به انگلیسی: HMS Royalist (89)) یک کشتی بود که طول آن ۴۸۵ فوت (۱۴۸ متر) بود. این کشتی در سال ۱۹۴۲ ساخته شد.